# منتخب فنلندا تحت 20 سنة لكرة الطائرة للسيدات
منتخب فنلندا تحت 20 سنة لكرة الطائرة للسيدات هو ممثل فنلندا الرسمي في المنافسات الدولية في كرة طائرة للسيدات تحت 20 سنة.